# BAFTA-díj a legjobb díszletnek
A legjobb díszletnek járó BAFTA-díjat a Brit Film- és Televíziós Akadémia 1965 óta adja át. Kezdetben (1965-1968-ig) csak a brit filmek, a fekete-fehér és a színes filmek külön kategóriában, kerültek díjazásra. 1969 óta csak a legjobb díszlet díját osztják ki.

## Díjazottak és jelöltek
(A díjazottak félkövérrel vannak jelölve)

### 1960-as évek
1965
- Legjobb brit díszlet – Fekete-fehér
  - Dr. Strangelove, avagy rájöttem, hogy nem kell félni a bombától, meg is lehet szeretni – Ken Adam
  - Guns at Batasi – Maurice Carter
  - King & Country – Richard MacDonald
  - A tökmagevő – Edward Marshall
- Legjobb brit díszlet - Színes
  - Becket – John Bryan
  - The Chalk Garden – Carmen Dillon
  - Goldfinger – Ken Adam
  - Zulu – Ernest Archer

1966 
- Legjobb brit díszlet – Fekete-fehér
  - Darling – Ray Simm
  - The Bedford Incident – Arthur Lawson
  - A domb –Herbert Smith
  - Rotten to the Core – Alex Vetchinsky
- Legjobb brit díszlet - Színes
  - Az Ipcress ügyirat – Ken Adam
  - Lord Jim – Geoffrey Drake
  - Azok a csodálatos férfiak a repülő masináikban – Thomas N. Morahan
  - Tűzgolyó – Ken Adam

 1967
- Legjobb brit díszlet – Fekete-fehér
  - A kém, aki a hidegből jött – Tambi Larsen
  - Bunny Lake Is Missing – Donald M. Ashton
  - Georgy Girl – Tony Woollard
  - Life at the Top – Edward Marshall
- Legjobb brit díszlet - Színes
  - A kék Max – Wilfred Shingleton
  - Khartoum – John Howell
  - The Quiller Memorandum – Maurice Carter
  - The Wrong Box – Ray Simm

1968
- Legjobb brit díszlet – Fekete-fehér
  -  nem osztottak ki díjat
- Legjobb brit díszlet - Színes
  - Egy ember az örökkévalóságnak – John Box
  - Accident – Carmen Dillon
  - Nagyítás – Assheton Gorton
  - Csak kétszer élsz – Ken Adam

1969: 2001: Űrodüsszeia – Ernest Archer, Harry Lange és Anthony Masters
- A könnyűlovasság támadása – Edward Marshall
- Olivér – John Box
- Rómeó és Júlia – Renzo Mongiardino

### 1970-es évek
1970: Váltson jegyet a háborúba! – Donald M. Ashton
- Helló, Dolly! – John DeCuir
- Háború és béke – Mihail Bogdanov és Gennagyij Mjasznikov
- Szerelmes asszonyok – Luciana Arrighi

1971: Waterloo – Mario Garbuglia
- Anna ezer napja – Maurice Carter
- Ryan lánya – Stephen B. Grimes
- Scrooge – Terence Marsh

1972: Halál Velencében – Ferdinando Scarfiotti
- A közvetítő – Carmen Dillon
- Cárok végnapjai – John Box
- The Tales of Beatrix Potter – Christine Edzard

1973: Kabaré – Rolf Zehetbauer
- Mechanikus narancs –John Barry
- Lady Caroline Lamb – Carmen Dillon
- Young Winston – Donald M. Ashton és Geoffrey Drake

1974: A Lady sofőrje – Natasha Kroll
- England Made Me – Tony Woollard
- Róma – Danilo Donati
- Mesterdetektív – Ken Adam

1975: A nagy Gatsby – John Box
- Kínai negyed – Richard Sylbert
- Gyilkosság az Orient Expresszen – Tony Walton
- A három testőr, avagy a királyné gyémántjai – Brian Eatwell

1976: Rollerball – John Box
- Barry Lyndon – Ken Adam
- A sáska napja – Richard MacDonald
- Pokoli torony – William J. Creber

1977: Bugsy Malone – Geoffrey Kirkland
- Az elnök emberei – George Jenkins
- King Kong – Mario Chiari és Dale Hennesy
- The Slipper and the Rose – Ray Simm

1978: Fellini-Casanova – Danilo Donati és Federico Fellini
- A híd túl messze van – Terence Marsh
- A kém, aki szeretett engem – Ken Adam
- Valentino – Philip Harrison

1979: Harmadik típusú találkozások – Joe Alves
- Júlia –Gene Callahan, Carmen Dillon és Willy Holt
- Csillagok háborúja IV: Egy új remény – John Barry
- Superman –John Barry

### 1980-as évek
1980: A nyolcadik utas: a Halál – Michael Seymour
- Apokalipszis most – Dean Tavoularis
- The Europeans – Jeremiah Rusconi
- Jenkik – Brian Morris

1981: Az elefántember – Stuart Craig
- Mindhalálig zene – Philip Rosenberg
- Flash Gordon – Danilo Donati
- Csillagok háborúja V: A Birodalom visszavág – Norman Reynolds

1982: Az elveszett frigyláda fosztogatói – Norman Reynolds
- Tűzszekerek – Roger Hall
- A francia hadnagy szeretője – Assheton Gorton
- Tess – Egy tiszta nő – Pierre Guffroy

1983: Szárnyas fejvadász – Lawrence G. Paull
- E. T., a földönkívüli – James D. Bissell
- Gandhi – Stuart Craig

1984: Traviata – Gianni Quaranta és Franco Zeffirelli
- Hőség és por – Wilfred Shingleton
- Csillagok háborúja VI: A Jedi visszatér – Norman Reynolds
- Háborús játékok – Angelo P. Graham

 1985: Gyilkos mezők – Roy Walker
- Farkasok társasága – Anton Furst
- Tarzan a majmok ura – Stuart Craig
- 1984 – Allan Cameron

1986: Brazil – Norman Garwood
- Amadeus – Patrizia von Brandenstein
- Vissza a jövőbe – Lawrence G. Paull
- Út Indiába – John Box

1987: Szoba kilátással – Brian Ackland-Snow és Gianni Quaranta
- A bolygó neve: Halál – Peter Lamont
- A misszió – Stuart Craig
- Ran – Káosz – Shinobu Muraki|Shinobu és Yoshirô Muraki

1988: A rádió aranykora – Santo Loquasto
- Remény és dicsőség – Anthony Pratt
- A Paradicsom... – Bernard Vézat
- Aki legyőzte Al Caponét – William A. Elliott

1989: Tucker, az autóbolond – Dean Tavoularis
- A nap birodalma – Norman Reynolds
- Az utolsó császár – Ferdinando Scarfiotti
- Roger nyúl a pácban – Elliot Scott

### 1990-es évek
1990: Münchhausen báró kalandjai – Dante Ferretti
- Batman – Anton Furst
- Veszedelmes viszonyok – Stuart Craig
- V. Henrik – Tim Harvey

1991: Dick Tracy – Richard Sylbert
- Cinema Paradiso – Andrea Crisanti
- Vadászat a Vörös Októberre – Terence Marsh
- Oltalmazó ég – Gianni Silvestri

1992: Ollókezű Edward – Bo Welch
- Addams Family – A galád család – Richard MacDonald
- Cyrano de Bergerac – Ezio Frigerio
- Terminátor 2. – Az ítélet napja – Joseph C. Nemec

1993: Kötelező táncok – Catherine Martin
- Chaplin – Stuart Craig
- Szellem a házban – Luciana Arrighi
- Az utolsó mohikán – Wolf Kroeger

1994: Zongoralecke – Andrew McAlpine
- Az ártatlanság kora – Dante Ferretti
- Bram Stoker Drakula – Thomas E. Sanders
- Schindler listája – Allan Starski

1995: Interjú a vámpírral – Dante Ferretti
- Priscilla, a sivatag királynője – Colin Gibson és Owen Paterson
- Frankenstein – Tim Harvey
- A maszk – Craig Stearns

1996: Apolló 13 – Michael Corenblith
- A rettenthetetlen – Thomas E. Sanders
- György király – Ken Adam
- Értelem és érzelem – Luciana Arrighi

1997: III. Richárd – Tony Burrough
- Az angol beteg – Stuart Craig
- Evita – Brian Morris
- Hamlet – Tim Harvey

1998: Rómeó + Júlia – Catherine Martin
- Szigorúan bizalmas – Jeannine Claudia Oppewall
- Botrány a birodalomban – Martin Childs
- Titanic – Peter Lamont

1999: Truman Show – Dennis Gassner
- Elizabeth – John Myhre
- Ryan közlegény megmentése – Thomas E. Sanders
- Szerelmes Shakespeare – Martin Childs

### 2000-es évek
2000: Az Álmosvölgy legendája – Rick Heinrichs
- Amerikai szépség – Naomi Shohan
- Angela's Ashes – Geoffrey Kirkland
- Egy kapcsolat vége – Anthony Pratt
- Mátrix – Owen Paterson

2001: Gladiator – Arthur Max
- Csokoládé – David Gropman
- Tigris és sárkány – Timmy Yip
- Ó, testvér, merre visz az utad? – Dennis Gassner
- Sade márki játékai – Martin Childs

2002: Amélie csodálatos élete – Aline Bonetto
- Gosford Park – Stephen Altman
- Harry Potter és a bölcsek köve – Stuart Craig
- A Gyűrűk Ura: A Gyűrű Szövetsége – Grant Major
- Moulin Rouge! – Catherine Martin

2003: A kárhozat útja – Dennis Gassner
- Chicago – John Myhre
- New York bandái – Dante Ferretti
- Harry Potter és a Titkok Kamrája – Stuart Craig
- A Gyűrűk Ura: A két torony – Grant Major

2004: Kapitány és katona: A világ túlsó oldalán – William Sandell
- Nagy Hal – Dennis Gassner
- Hideghegy – Dante Ferretti
- Leány gyöngy fülbevalóval – Ben van Os
- A Gyűrűk Ura: A Király visszatér – Grant Major

2005: Aviátor – Dante Ferretti
- Én, Pán Péter – Gemma Jackson
- Harry Potter és az azkabani fogoly – Stuart Craig
- A repülő tőrök klánja – Tingxiao Huo
- Vera Drake – Eve Stewart

2006: Harry Potter és a Tűz serlege – Stuart Craig
- Batman: Kezdődik! – Nathan Crowley
- Charlie és a csokigyár – Alex McDowell
- King Kong – Grant Major
- Egy gésa emlékiratai – John Myhre

2007: Az ember gyermeke – Jim Clay, Geoffrey Kirkland és Jennifer Williams
- Casino Royale – Peter Lamont, Simon Wakefield és Simon Wakefield
- Marie Antoinette – K.K. Barrett és Véronique Melery
- A faun labirintusa – Eugenio Caballero és Pilar Revuelta
- A Karib-tenger kalózai: Holtak kincse – Cheryl Carasik és Rick Heinrichs

2008: Vágy és vezeklés – Sarah Greenwood és Katie Spencer
- Elizabeth: Az aranykor – Guy Dyas és Richard Roberts
- Harry Potter és a Főnix Rendje – Stuart Craig és Stephanie McMillan
- Piaf – Olivier Raoux
- Vérző olaj – Jim Erickson és Jack Fisk

2009: Benjamin Button különös élete – Donald Graham Burt és Victor J. Zolfo
- Elcserélt életek – Gary Fettis és James J. Murakami
- A sötét lovag – Nathan Crowley, Peter Lando
- A szabadság útjai – Debra Schutt és Kristi Zea
- Gettómilliomos – Michelle Day és Mark Digby

### 2010-es évek
2010: Avatar – Rick Carter, Robert Stromberg, Kim Sinclair
- Becstelen brigantyk – David Wasco, Sandy Reynolds-Wasco
- District 9 – Philip Ivey, Guy Potgieter
- Harry Potter és a Félvér Herceg – Stuart Craig, Stephanie McMillan
- Doctor Parnassus és a képzelet birodalma – David Warren, Anastasia Masaro, Caroline Smith

2011: Eredet – Guy Hendrix Dyas, Larry Dias, Doug Mowat
- Alice Csodaországban – Robert Stromberg, Karen O’Hara
- Fekete hattyú – Thérèse DePrez, Tora Peterson
- A király beszéde – Eve Stewart, Judy Farr
- A félszemű – Jess Gonchor, Nancy Haigh

2012: A leleményes Hugo – Dante Ferretti, Francesca Lo Schiavo
- The Artist – A némafilmes – Laurence Bennett, Robert Gould
- Hadak útján – Rick Carter, Lee Sandales
- Harry Potter és a Halál ereklyéi - 2. rész – Stuart Craig, Stephenie McMillan
- Suszter, szabó, baka, kém – Maria Djurkovic, Tatiana MacDonald

2013: A nyomorultak – Eve Stewart, Anna Lynch-Robinson
- Anna Karenina – Sarah Greenwood, Katie Spencer
- Pi élete – David Gropman, Anna Pinnock
- Lincoln – Rick Carter, Jim Erickson
- Skyfall – Dennis Gassner, Anna Pinnock

2014: A nagy Gatsby – Catherine Martin, Beverley Dunn
- Amerikai botrány – Judy Becker, Heather Loeffler
- Gravitáció – Andy Nicholson, Rosie Goodwin, Joanne Woollard
- Túl a csillogáson – Howard Cummings
- 12 év rabszolgaság – Adam Stockhausen, Alice Baker

2015: A Grand Budapest Hotel – Adam Stockhausen, Anna Pinnock
- Nagy szemek – Rick Heinrichs, Shane Vieau
- Csillagok között – Nathan Crowley, Gary Fettis
- Mr. Turner – Suzie Davies, Charlotte Watts
- Kódjátszma – Maria Djurkovic, Tatiana Macdonald

2016: Mad Max – A harag útja – Colin Gibson és Lisa Thompson
- Carol – Judy Becker és Heather Loeffler
- Csillagok háborúja VII: Az ébredő Erő – Rick Carter, Darren Gilford és Lee Sandales
- Kémek hídja – Rena DeAngelo és Adam Stockhausen
- Mentőexpedíció – Celia Bobak és Arthur Max

2017: Legendás állatok és megfigyelésük – Stuart Craig és Anna Pinnock
- Doctor Strange – Charles Wood és John Bush
- Ave, Cézár! – Jess Gonchor és Nancy Haigh
- Éjszakai ragadozók – Shane Valentino és Meg Everist
- Kaliforniai álom – David és Sandy Reynolds-Wasco

2018: A víz érintése – Paul Austerberry, Jeff Melvin és Shane Vieau
- A szépség és a szörnyeteg – Sarah Greenwood és Katie Spencer
- Szárnyas fejvadász 2049 – Dennis Gassner és Alessandra Querzola
- A legsötétebb óra – Sarah Greenwood és Katie Spencer
- Dunkirk – Nathan Crowley és Gary Fettis

2019: A kedvenc – Fiona Crombie, Alice Felton
- Az első ember – Nathan Crowley, Kathy Lucas
- Legendás állatok - Grindelwald bűntettei – Stuart Craig and Anna Pinnock
- Mary Poppins visszatér – John Myhre, Gordon Sim
- Roma – Eugenio Caballero, Bárbara Enríquez

### 2020-as évek
2020: 1917 – Dennis Gassner és Lee Sandales
- Az ír – Bob Shaw és Regina Graves
- Jojo Nyuszi – Ra Vincent és Nora Sopková
- Joker – Mark Friedberg és Kris Moran
- Volt egyszer egy Hollywood – Barbara Ling és Nancy Haigh

2021: Mank – Donald Graham Burt, Jan Pascale
- A Manderley-ház asszonya – Sarah Greenwood, Katie Spencer
- A kapitány küldetés – David Crank, Elizabeth Keenan
- Ásatás – Maria Djurkovic, Tatiana Macdonald
- Az apa – Peter Francis, Cathy Featherstone

2022: Dűne – Patrice Vermette és Sipos Zsuzsanna
- A Francia Kiadás – Adam Stockhausen és Rena DeAngelo
- Cyrano – Sarah Greenwood és Katie Spencer
- Rémálmok sikátora – Tamara Deverell és Shane Vieau
- West Side Story – Adam Stockhausen és Rena DeAngelo

2023: Babylon – Florencia Martin, Anthony Carlino
- Batman – James Chinlund, Lee Sandales
- Elvis – Catherine Martin, Karen Murphy, Bev Dunn
- Nyugaton a helyzet változatlan – Christian M. Goldbreck, Ernestine Hipper
- Pinokkió – Curt Enderle, Guy Davis

2024: Szegény párák – Shona Heath, James Price és Mihalek Zsuzsa
- Barbie – Sarah Greenwood és Katie Spencer
- Érdekvédelmi terület – Chris Oddy, Joanna Maria Kuś és Katarzyna Sikora
- Megfojtott virágok – Jack Fisk és Adam Willis
- Oppenheimer – Ruth De Jong és Claire Kaufman

2025: Wicked – Nathan Crowley és Lee Sandales
- A brutalista – Judy Becker és Patricia Cuccia
- Dűne: Második rész – Patrice Vermette és Shane Vieau
- Konklávé – Suzie Davies és Cynthia Sleiter
- Nosferatu – Craig Lathrop

## Külső hivatkozások
- BAFTA hivatalos oldal (angolul)